# Bicoupole

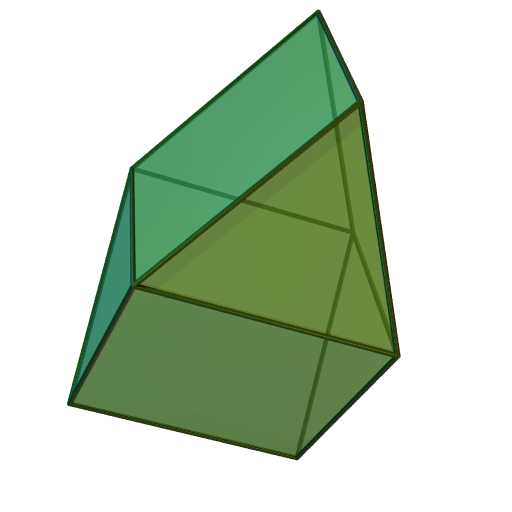
Le gyrobiprisme triangulaire (J26) peut être considéré comme une gyrobicoupole carrée.

En géométrie, une bicoupole est un solide formé en connectant deux coupoles par leurs bases.
Il existe deux classes de bicoupoles parce que chaque moitié de coupole est bordée par une alternance de triangles et de carrés. 
Si les faces identiques sont placées ensemble, le résultat est une orthobicoupole.
Si les faces sont différentes, c'est une gyrobicoupole.
Les coupoles et les bicoupoles existent en tant qu'ensembles infinis de polyèdres, comme les pyramides, les bipyramides, les prismes, les antiprismes et les trapèzoèdres.
Six bicoupoles ont des faces polygonales régulières : les orthobicoupoles hexagonales, octogonales et décagonales, ainsi que les gyrobicoupoles hexagonales, octogonales et décagonales La gyrobicoupole hexagonale est un solide d'Archimède, le cuboctaèdre; les cinq autres bicoupoles sont des solides de Johnson.
Les bicoupoles d'ordre plus élevé peuvent être construites si les faces sur le flanc sont autorisées à s'étirer en rectangles et en triangles isocèles.
Les bicoupoles ont quatre faces sur chaque sommet. Leurs polyèdres duaux ont donc tous des faces quadrilatérales. Le meilleur exemple connu est le dodécaèdre rhombique composé de 12 faces rhombiques. Le dual de la forme ortho, l'orthobicoupole hexagonale, est aussi un dodécaèdre, similaire au dodécaèdre rhombique, mais il possède 6 faces trapézoïdales dont les arêtes courtes et longues alternent autour de la circonférence.

## Formes
Ensemble des orthobicoupoles :
| texte= | Orthobicoupole hexagonale (J27) : 8 triangles, 6 carrés ; son dual est le dodécaèdre trapézorhombique (en) |
| texte= | Orthobicoupole octogonale (J28) : 8 triangles, 10 carrés                                                   |
| texte= | Orthobicoupole décagonale (J30) : 10 triangles, 10 carrés, 2 pentagones                                    |
|        | Orthobicoupoles 2n-gonales : 2n triangles, 2n carrés, 2 n-gones                                            |

Ensemble de gyrobicoupoles :
| texte= | Gyrobicoupole hexagonale ou Cuboctaèdre : 8 triangles, 6 carrés ; son dual est le dodécaèdre rhombique |
| texte= | Gyrobicoupole octogonale (J29) : 8 triangles, 10 carrés                                                |
| texte= | Gyrobicoupole décagonale (J31) : 10 triangles, 10 carrés, 2 pentagones                                 |
|        | Gyrobicoupoles 2n-gonales : 2n triangles, 2n carrés, 2 n-gones                                         |